# Klooster van Sint-Hilarion
Het klooster van Sint-Hilarion, op de archeologische vindplaats Tell Umm el-'Amr, is een oud christelijk klooster in de buurt van Deir al-Balah in de Palestijnse Gazastrook.

## Geschiedenis en archeologie
Het klooster werd in ca. 340 gesticht door Hilarion, een inwoner van de Gazastrook en een mogelijke vader van het Palestijnse monnikendom. Hilarion bekeerde zich tot het christendom in Alexandrië en werd daarna, geïnspireerd door de heilige Antonius, kluizenaar, eerst in Egypte en daarna in zijn thuisregio. Hij stichtte toen een kluizenarij in de buurt van zijn geboortedorp Thabatha en tegen de tijd dat Hilarion drieënzestig was, was het klooster groot en trok het veel bezoekers.
De overblijfselen van het Sint Hilarionklooster overspannen meer dan vier eeuwen, van de laat-Romeinse tot de Umayyadische periode, en worden gekenmerkt door vijf opeenvolgende kerken, bad- en heiligdomcomplexen, geometrische mozaïeken en een uitgestrekte crypte. Aangezien de kluizenaarswoning waarschijnlijk bestond uit kleine kluizenaarscellen volgens de traditie van St. Antonius gebouwd van modderstenen en bederfelijk materiaal, met als gevolg dat hun overblijfselen niet bewaard zijn gebleven. De site werd verlaten na een aardbeving in de zevende eeuw en herontdekt door lokale archeologen in 1999. Volgens de lokale traditie en observaties van westerse reizigers in de 19e eeuw, is de gebedshal van het klooster van Hilarion tegenwoordig bezet door de moskee van al-Khidr. De Franse ontdekkingsreiziger Victor Guérin merkte op dat twee marmeren zuilen in de moskee mogelijk delen waren van het klooster uit de Byzantijnse tijd.

## Huidige staat
Volgens het Ministerie van Toerisme in Gaza was er voor het klooster van Sint Hilarion in 2016 al een dringend behoefte aan conservering. De huidige conserveringsinspanningen worden geplaagd door oorlog en conflicten in de regio, evenals een tekort aan materialen en apparatuur die nodig zijn voor opgravingen. De site werd opgenomen op de World Monuments Watch van 2012 en geclassificeerd als “Rescue Needed” door Global Heritage Network.
In december 2023 verleende UNESCO het klooster “voorlopige versterkte bescherming”. In januari 2024 meldde Al Jazeera dat het klooster een van de 195 culturele erfgoedlocaties is die door Israëlische luchtaanvallen zijn beschadigd of vernietigd sinds het begin van de oorlog tussen Israël en Hamas. In juli 2024 werd het klooster tijdens de 46e sessie van de Commissie voor het Werelderfgoed door UNESCO opgenomen op de lijst van bedreigd werelderfgoed.